# Glenn Loury
Glenn Cartman Loury (* 3. September 1948 in Chicago, Illinois) ist ein US-amerikanischer Ökonom und Autor. Er ist Professor an der Brown University.

## Leben
Loury wuchs in der South Side von Chicago als Kind von Eltern aus der Arbeiterschaft auf. Als Heranwachsender zeugte er zwei außereheliche Kinder und verließ sein erstes College, um in einer Druckerei zu arbeiten. Dort arbeitete er in der Nachtschicht und besuchte tagsüber das Southeast Junior College, wo er ein Stipendium für die Northwestern University erhielt.
Loury und seine erste Ehefrau Charlene haben zwei Töchter. In zweiter Ehe war er bis zu ihrem Tode 2011 mit Linda Datcher Loury verheiratet, die an der Tufts University ebenfalls Ökonomie lehrte. Aus dieser Ehe hat Loury zwei Söhne.

## Ausbildung und Karriere
An der Northwestern schloss Loury 1972 sein Studium mit einem Bachelor of Arts in Mathematik ab. 1976 promovierte er in Ökonomie am MIT zum Doctor of Philosophy.
Von 1976 bis 1979 war Loury Assistenzprofessor für Ökonomie an der Northwestern University. Von 1970 bis 1980 lehrte er als Associate Professor und von 1980 bis 1982 als Professor für Ökonomie an der University of Michigan. An der Harvard University war er von 1982 bis 1984 Professor für African American studies und von 1984 bis 1991 Professor für Politische Ökonomie an der John F. Kennedy School of Government. Loury war der erste schwarze Professor an der ökonomischen Fakultät in Harvard. 1991 wechselte Loury an die Boston University, wo er bis 2005 Professor für Ökonomie war. Dort gründete er 1997 das Institute on Race and Social Division, das er bis 2003 als Direktor leitete. 2005 übernahm Loury an der Brown University die Merton P. Stoltz Professor of the Social Sciences and Professor of Economic.
Politisch stand Loury bis Mitte der 1990er den Republikanern nah. Loury kritisierte insbesondere die Politik der Affirmative Action. 1984 erklärte er bei einer Versammlung der National Urban Coalition, die von Vertretern der Civil Rights Movement besucht wurde, dass diese Bewegung vorbei sei. Die Schwarzen sollten Verantwortung für ihre eigenen soziale Probleme übernehmen, anstatt lieber mit ihren Finger auf den weißen Rassismus zu zeigen. Dies rief Kritik unter den schwarzen Intellektuellen der USA hervor. Loury war 1987 die erste Wahl von Ronald Reagan für die Position des Under Secretary für Bildung unter dem US-Bildungsminister William Bennett. Er lehnte kurzfristig aus persönlichen Gründen den Posten ab. Später wurde bekannt, dass ein Verfahren gegen ihn wegen tätlichen Angriffes nach einem Beziehungsstreit gegen ihn geführt wurde, das später eingestellt wurde.
Ab Mitte der 1990er wandte er sich mehr den Positionen des modernen amerikanischen Liberalismus zu. 2016 bezeichnet er sich als einem den Positionen der Mitte der Demokraten oder leicht rechts davon Nahestehendem.
Loury veröffentlichte über hundert wissenschaftliche Artikel, seine Forschung streckt sich dabei über verschiedene Bereiche, u. a. die Mikroökonomie, Wohlfahrtsökonomik, Einkommensverteilung, Industrieökonomie und Spieltheorie. Loury schrieb Artikel für verschiedene Zeitungen und betreibt den Videoblog The Glenn Show.

## Auszeichnungen und Mitgliedschaften
- 1985–1986: Guggenheim-Stipendium
- seit 1994: Elected Fellow der Econometric Society
- 1996: American Book Award für One by One From the Inside Out
- seit 1999: Elected Member des Council of Foreign Relations
- seit 2000: Elected Fellow der American Academy of Arts and Sciences
- 2000–2001: Carnegie Endowment Scholarship
- 2005: John von Neumann Award
- 2008: Ehrendoktor der Tuskegee University
- seit 2009: Appointed Member des Committee on Law and Justice der National Academy of Sciences
- seit 2011: Elected Member der American Philosophical Society
- seit 2017: Elected Distinguished  Fellow der American Economics Association

## Werke
- One by One From the Inside Out: Essays and Reviews on Race and Responsibility in America. New York, 1995.
- The Anatomy of Racial Inequality. Cambridge, 2002.
- Ethnicity, Social Mobility and Public Policy: Comparing the US and the UK mit Tariq Modood und Steven Teles. Cambridge, 2005.
- Race, Incarceration, and American Values. A Boston review book mit Pamela Karlan, Tommie Shelby und Loic Wacquant. Cambridge, 2008.